# Dysmorodrepanis munroi
El drepano de Lanai (Dysmorodrepanis munroi) es una especie extinta de ave paseriforme de la familia Fringillidae y única representante del género Dysmorodrepanis. 
Era endémica de la isla de Lanai, en Hawái. Lo que se sabe de esta especie es a partir de un único ejemplar recogido y de un par de avistamientos en 1916 y 1918. Los avistamientos se realizaron en zonas forestales, por lo que se cree que las intensas claras de los bosques de la isla para instalar plantaciones de piñas, que se realizaron en la década de 1910, llevaron a esta especie a la extinción por la pérdida de su hábitat.